# Mico chrysoleucus
Mico chrysoleucus és una espècie de primat de la família dels cal·litríquids. És endèmic de l'estat de l'Amazones (Brasil).

## Hàbitat
Viu als boscos tropicals o subtropicals.